# Navasjärvi
Navasjärvi är en sjö i kommunerna Kuopio och Tuusniemi i landskapet Norra Savolax i Finland. Sjön ligger 96,1 meter över havet. Den är 10,72 meter djup. Arean är 51 hektar och strandlinjen är 6,98 kilometer lång. Sjön  ingår i Vuoksens huvudavrinningsområde.   Den ligger omkring 31 kilometer öster om Kuopio och omkring 350 kilometer nordöst om Helsingfors. 